# ماركو جوشيلو
ماركو جوشيلو (بالصربية: Марко Јошило) مواليد 16 أكتوبر 1992 في تشاتشاك، صربيا والجبل الأسود، هو لاعب كرة سلة صربي. بدأ مسيرته الاحترافية في سنة 2011. يحمل الرقم 8.

## المسيرة الاحترافية
لعب مع نادي بارتيزان لكرة السلة في سنة 2011، ثم لعب مع نادي إيجوكيا لكرة السلة في سنة 2014، ثم لعب مع نادي بوسنا رويال لكرة السلة في سنة 2017.

## روابط خارجية
- ماركو جوشيلو على موقع كرة السلة الأوروبية.كوم (الإنجليزية)
- ماركو جوشيلو على موقع ريلجم (الإنجليزية)
- ماركو جوشيلو على موقع بروبوليرز (الإنجليزية)
- ماركو جوشيلو على موقع سبورتس رفرنس (الإنجليزية)